# Kazimierz Świtalski
Kazimierz Stanisław Świtalski (ur. 4 marca 1886 w Sanoku, zm. 28 grudnia 1962 w Warszawie) – polski polityk, nauczyciel, legionista, współpracownik Józefa Piłsudskiego, po 1926 w tzw. grupie pułkowników, w latach 1928–1929 minister wyznań religijnych i oświecenia publicznego, w 1929 premier II Rzeczypospolitej, senator w 1935. W okresie 1930–1935 marszałek Sejmu, w latach 1939–1945 w niewoli niemieckiej, później w okresie 1948–1956 więziony przez władze PRL, major piechoty rezerwy Wojska Polskiego.

## Życiorys

### Wczesne lata
Był synem Albina Świtalskiego (1836-1923, powstańca styczniowego, komisarza rządowego powiatu sanockiego i starosty powiatu rudeckiego), z jego drugiego małżeństwa z Antoniną Marią z domu Veith (zm. 1944, jej dziadek, kapitan cesarskiej armii austriackiej Ignacy Veith 1764-1831 urodzony w północnych Czechach w miejscowości Grulich (obecnie Králíky), służył w pułku z którym przeszedł przez Śląsk i Zachodnią Galicję do Jarosławia i Przemyśla. Zmarł w 1831 r. w Przemyślu w czasie epidemii cholery).
Kazimierz Świtalski uczył się w szkole w Rudkach. W latach uczęszczał 1896–1904 do C. K. Gimnazjum Męskiego w Sanoku (w jego klasie byli m.in. Zdzisław Adamczyk, Stanisław Charzewski, Witold Fusek, Bolesław Mozołowski, Bronisław Praszałowicz, Zygmunt Tomaszewski). Wówczas mieszkał pod opieką swojego dziadka, Wilhelma Veitha, emerytowanego inspektora podatkowego w Sanoku. W tym czasie na terenie szkoły przewodził Organizacji „Promień” (aktywnie działali w niej także Ludwik Jus, bracia Stefan i Włodzimierz Mozołowscy oraz Samuel Herzig). Wśród gimnazjalistów wyróżniał się jako wybitny mówca. 21 czerwca 1904 uzyskał świadectwo dojrzałości z odznaczeniem, po czym rozpoczął naukę na Wydziale Filologii Polskiej Akademii Lwowskiej. Do 1910 był czynnym członkiem Akademickiego Klubu Turystycznego we Lwowie. Po ukończeniu studiów, doktoryzował się tam z filozofii w 1910. Jego praca doktorska zatytułowana była Stosunek Jana Kochanowskiego do Pisma Świętego. W tym samym roku został profesorem gimnazjalnym we Lwowie. 28 października 1911 był zweryfikowany w VIII randze zawodu nauczycielskiego. Pracował jako zastępca nauczyciela w C. K. Gimnazyum VI. we Lwowie od roku szkolnego 1917/1918, ucząc języka polskiego i geografii; w całym roku 1918/1919 był na urlopie.

### Działalność niepodległościowa i służba w Legionach
Już w młodości należał do organizacji niepodległościowych o charakterze socjalistycznym, jak „Płomień” oraz „Życie”. Wraz ze Stanisławem Kotem kierował pracami Komisji Reprezentacyjnej Związku Młodzieży Postępowej. Od 1910 był członkiem Związku Walki Czynnej, a od 8 października 1912 – Związku Strzeleckiego. W ZWC po raz pierwszy zetknął się z Józefem Piłsudskim. Tuż przed wybuchem I wojny światowej był adiutantem Mariana Kukiela w Komendzie Związków Strzeleckich w Galicji Wschodniej i Lwowie. W okresie od 24 sierpnia do 27 października 1914 w Legionach Polskich. Od 1 września do 15 października 1914 adiutant przy Komendzie Placu LP w Krakowie, a następnie został komendantem tegoż placu. 4 listopada 1914 roku został mianowany na stopień podporucznika piechoty. Od 10 listopada do 13 grudnia 1914 był komendantem placu w Jabłonkowie. Sprawował także stanowisko Komendanta Stacji Chorych na Śląsku Polskim, był członkiem Komisji Superarbitracyjnej w Jabłonkowie w styczniu 1915. Od lutego 1915 zajmował stanowisko referenta kancelarii wojskowej Departamentu Wojskowego NKN, od 29 lipca 1915 był członkiem komisji kasowej do oddziałów garnizonowych w Piotrkowie.
Od 6 października do 31 grudnia 1915 służył w sztabie I Brygady Legionów. Od 5 stycznia 1916 był szefem kancelarii w Komendzie I Brygady. Sprawował to stanowisko do kryzysu przysięgowego. W październiku 1916, z protekcji J. Piłsudskiego został tymczasowym zastępcą Józefa Okołowicza, kierownika Centralnego Biura Poborowego DW NKN, pełnił stanowisko przez dwa dni. W jego efekcie 9 lipca 1917 został aresztowany, a cztery dni później zwolniony ze służby w Legionach. W wyniku tego udał się do Lwowa, gdzie 1 września wstąpił do Polskiej Organizacji Wojskowej. Podczas wojny polsko-ukraińskiej wszedł w skład Polskiego Komitetu Narodowego, w którym odgrywał poważną rolę. Następnie udało mu się wydostać z obleganego miasta przy pomocy samolotu. Trafił do Przemyśla, a później do Krakowa, gdzie zabiegał o pomoc dla Lwowa. Później do połowy grudnia 1918 brał udział w pracach Polskiej Komisji Likwidacyjnej i powołanego 23 listopada 1918 Tymczasowego Komitetu Rządzącego we Lwowie.

### Działalność wojskowa i polityczna
Od 15 grudnia 1918 był przydzielony do Adiutantury Generalnej Naczelnego Wodza. 1 marca 1919 Świtalski został szefem referatu polityczno-prasowego Naczelnego Wodza Józefa Piłsudskiego. Funkcję tę sprawował do 24 grudnia 1921. Później jego stanowisko zostało wydzielone i został specjalnym referentem spraw politycznych przy Piłsudskim. Faktycznie był jego osobistym sekretarzem, informującym Naczelnika Państwa na temat bieżącej sytuacji politycznej, referującym wiadomości napływające z Ministerstwa Spraw Zagranicznych, zapisującym na bieżąco polecenia i listy zwierzchnika. Świtalski posiadał spory udział w ustalaniu kierunku polityki państwa polskiego względem Litwy i Rosji. W listopadzie i grudniu 1919 uczestniczył m.in. w negocjacjach z ZSRR w Mikaszewiczach. W lipcu 1920 został sekretarzem Piłsudskiego w Radzie Obrony Państwa. Stanowisko to pełnił do października tego roku. Zmiany funkcji wiązały się z awansami wojskowymi: na porucznika (17 grudnia 1918), kapitana (1 grudnia 1919) i majora (awans ze starszeństwem z 1 czerwca 1919).
3 maja 1922 roku został zweryfikowany w stopniu majora ze starszeństwem z 1 czerwca 1919 roku w korpusie oficerów piechoty oraz lokatą 25. W grudniu 1922 został przeniesiony do rezerwy z czasowym zatrzymaniem w służbie czynnej. W tym samym czasie został przydzielony do Kwatery Wojskowej Prezydenta, a w styczniu 1923 do rezerwy oficerów sztabowych Dowództwa Okręgu Korpusu Nr I w Warszawie. Po tym jak likwidacji uległa Adiutantura Generalna NW w 1923, został przydzielony do Biura Historycznego Sztabu Generalnego. W 1923 i 1924 był przydzielony jako oficer rezerwowy do 1 Pułku Piechoty Legionów. Z dniem 28 lutego 1925 (lub 23 lutego) został zwolniony z czynnej służby wojskowej.
W kwietniu 1925 został wysłany przez Ministerstwo Pracy i Opieki Społecznej do Francji. Jego misją było zbadanie sytuacji tamtejszej emigracji polskiej. Zajął się jednak także zbieraniem informacji na temat negocjacji brytyjsko-francusko-niemieckich, które zakończyły się zawarciem traktatu z Locarno.

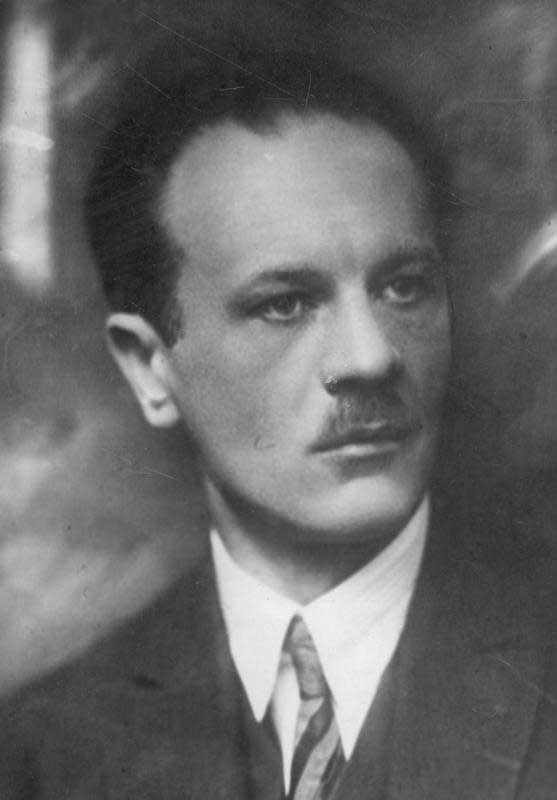
Świtalski w 1926

Od 1923 był współtwórcą i członkiem piłsudczykowskiego Instytutu Badania Najnowszej Historii Polski w Warszawie.

W tym okresie był już jednym z najbliższych współpracowników Józefa Piłsudskiego. Sytuacja taka ugruntowała się zwłaszcza po wycofaniu się marszałka z życia politycznego i przeprowadzce do Sulejówka. W warszawskim mieszkaniu Świtalskiego odbywały się narady i spotkania Piłsudskiego z jego zwolennikami. Należał on do głównych organizatorów zamachu majowego w 1926 Janusz Jędrzejewicz opisywał Świtalskiego w następujący sposób: 

Wybitnie inteligentny, o bystrej i szybkiej orientacji, o znacznej ekspansywności temperamentu życiowego, zawołany tenisista, tancerz i taternik, w świetle polityki był chłodnym, ostrożnym graczem, który cele wskazane przez Komendanta realizować pragnął za pomocą metod czysto taktycznych. Zawsze mi się wydawało, że właściwie strona taktyczna polityki najbardziej go interesowała i że w sferze taktyki czuł się najpewniej i najswobodniej. (...) W przeciwieństwie do Sławka, nie posiadał prawdopodobnie jasnej wizji przyszłości, ku której zmierzać się pragnęło.

16 czerwca 1926 został mianowany zastępcą szefa Kancelarii Cywilnej prezydenta Ignacego Mościckiego (Piłsudski polecił Świtalskiemu i Stanisławowi Carowi nadzór polityczny nad głową państwa). Od 25 października 1926 był następnie dyrektorem Departamentu Politycznego w Ministerstwie Spraw Wewnętrznych. Jego głównym zadaniem było przygotowanie wyborów parlamentarnych, a także, wraz z Walerym Sławkiem, organizacja Bezpartyjnego Bloku Współpracy z Rządem. Sam Świtalski opowiadał się za tym, aby na listach wyborczych BBWR znaleźli się konserwatyści, którzy mieli zagwarantować organizacji wsparcie finansowe i stworzyć konkurencję dla narodowej demokracji.
4 sierpnia 1914 w kościele ewangelickim we Lwowie pierwszą żoną Kazimierza Świtalskiego została lekarz dr Julia Sladky z domu Jaroszewicz (podczas I wojny była lekarką legionistów), z którą rozwiódł się w 1927. 17 lipca tego samego roku jego drugą żoną została Janina Tynicka, sekretarka prezydentowej Michaliny Mościckiej w Biurze Prasowym Belwederu, z którą miał syna Jacka (ur. 1928).

#### Minister i premier

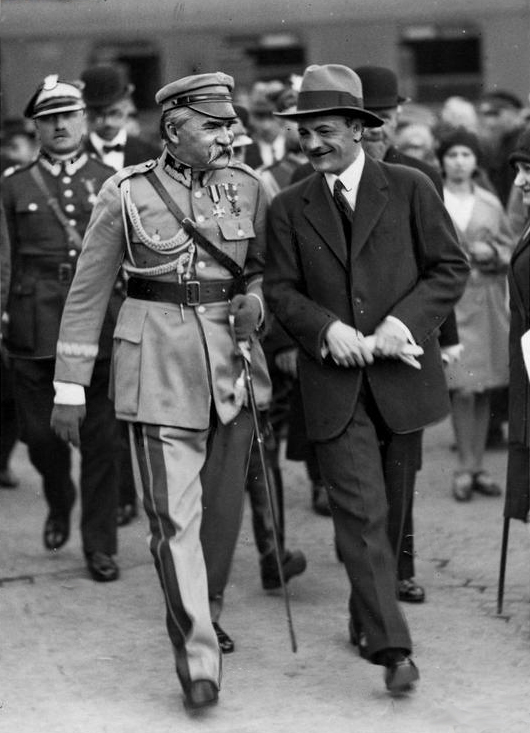
Świtalski z Józefem Piłsudskim w 1929

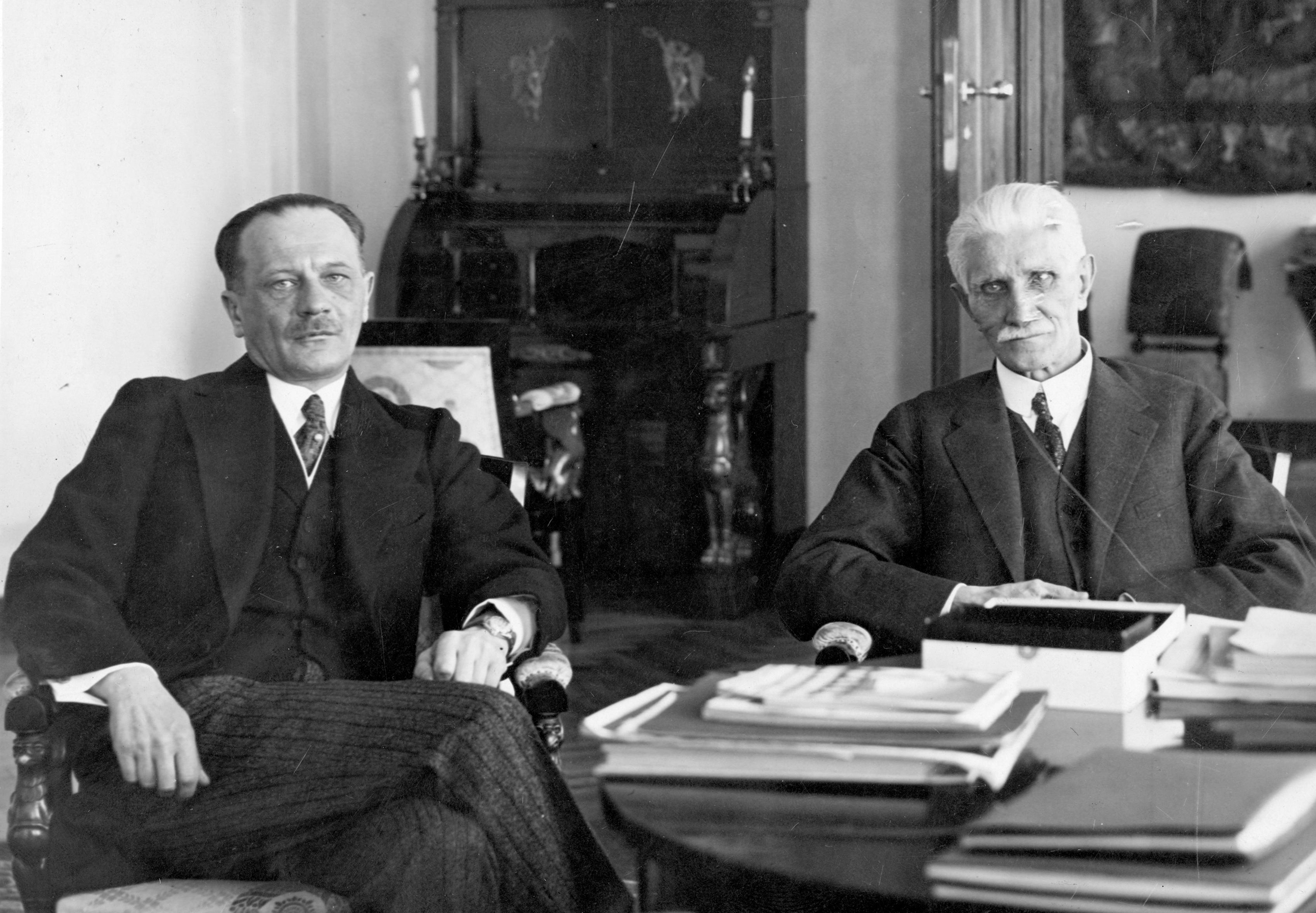
Premier Kazimierz Świtalski w gabinecie marszałka Sejmu Ignacego Daszyńskiego 18.IV.1929

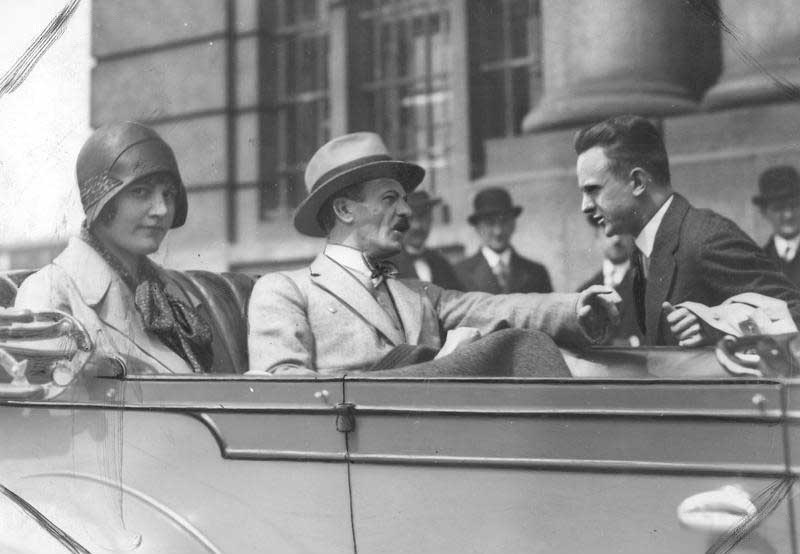
Premier Świtalski wraz z żoną tuż przed wyjazdem do Lwowa w czerwcu 1929

Po wyborach Kazimierz Świtalski wszedł 27 czerwca 1928 w skład gabinetu Kazimierza Bartla. Objął w nim funkcję ministra wyznań religijnych i oświecenia publicznego. Nowy minister, zdaniem Adama Pragiera reprezentował kierunek agresywny wobec większości Sejmu i zarazem uchodził za męża zaufania Piłsudskiego, który miał ustrzec premiera przed nawiązaniem realnej współpracy z izbą.

Gdy spór Piłsudskiego z parlamentem znacznie się zaostrzył, podjął on decyzję, iż konieczna jest zmiana na stanowisku szefa rządu. Na to stanowisko wybrał Świtalskiego. Jak pisał Andrzej Ajnenkiel, posunięcie to 

stanowiło niespodziankę. Przewidywano, że w warunkach ostrego napięcia między sejmem a rządem na czele gabinetu znajdzie się sam marszałek. Tymczasem premierem został przedstawiciel antybartlowskiego skrzydła rządzącego obozu – tzw. grupy „pułkowników” –, ale wcale nie jej najbardziej prominentna postać. (...) Pozostawione niezwykle szczere notatki dotyczące jego działalności w ówczesnym okresie pozwalają charakteryzować go jako bardzo inteligentnego, pozbawionego skrupułów polityka, którego żywiołem są zakulisowe działania, taktyczne rozgrywki, personalne intrygi.

 Dzięki temu posunięciu, Piłsudski pragnął sprawdzić siłę sejmowej opozycji, głównie lewicy, ponieważ nowy premier postrzegany był jako osoba będąca zwolennikiem rządów silnej ręki. Po dekrecie nominacyjnym Prezydenta RP, gabinet Świtalskiego został zaprzysiężony 15 kwietnia 1929. Był on pierwszym tzw. rządem pułkowników – 6 na 14 ministrów było oddanymi Piłsudskiemu, stosunkowo młodymi wojskowymi. Świtalski stwierdził, iż będzie prowadził politykę sporu z Sejmem, także przy pomocy BBWR. Na okres jego premierostwa przypadała także sprawa Gabriela Czechowicza, oskarżonego o przekroczenia budżetowe, za co stanął przed Trybunałem Stanu.
Od 8 lipca do 17 sierpnia 1929 Świtalski przebywał na urlopie, który spędził we francuskiej miejscowości Haicabia, nad brzegiem Oceanu Atlantyckiego. Dojechał tam wypożyczonym służbowym samochodem, a po powrocie do Polski uregulował za to należność, wpłacając odpowiednią sumę do Skarbu Państwa. Opozycja sejmowa oskarżyła go jednak o to, że przebywał za państwowe pieniądze w luksusowym kurorcie w Biarritz.
21 sierpnia Piłsudski polecił Świtalskiemu nawiązanie kontaktu z opozycją, przede wszystkim Ignacym Daszyńskim, liderem PPS, w celu ustalenia wstępnego porozumienia odnośnie do budżetu państwa. Analogiczne zadanie otrzymał Walery Sławek, który miał rozmawiać na temat nowej konstytucji. W połowie września okazało się jednak, że opozycja odrzuciła propozycję zorganizowania konferencji poświęconej tematom budżetowym, a socjaliści planują zgłoszenie wotum nieufności wobec rządu. To utwierdziło Piłsudskiego i Świtalskiego w przekonaniu, że współpraca z ugrupowaniami sejmowymi jest niemożliwa. Sam premier był także niezadowolony z postawy posłów BBWR-u, którym zarzucał chwiejność poglądów i brak zdecydowania.

31 października 1929 miało mieć miejsce inauguracyjne posiedzenie Sejmu. Powinien otwierać je premier Świtalski, ale był on niedysponowany, wobec czego zastąpić go miał Piłsudski. W sejmowym przedsionku pojawiła się jednak grupa oficerów oczekujących na przybycie marszałka. Posłowie potraktowali żołnierzy jako przysłanych przez niego w celu zaaresztowania członków parlamentu. Z tego powodu marszałek Sejmu Daszyński odmówił rozpoczęcia posiedzenia. Odbyła się ostra rozmowa pomiędzy Piłsudskim a Daszyńskim. Sesja nie została otwarta, w odpowiedzi na co prezydent Mościcki odroczył ją o miesiąc. Ostatecznie Sejm zebrał się dopiero 5 grudnia. Tego samego dnia wotum nieufności wobec gabinetu Świtalskiego zgłosiły stronnictwa Centrolewu oraz Kluby Ukraiński i Białoruski. Następnego dnia premier wygłosił przemówienie, w którym zwrócił się do posłów: 

Jeśli panowie pojmują parlamentaryzm w ten sposób, że w każdej chwili i w każdej okoliczności można bez zwracania uwagi i bez brania w rachubę innych czynników rachować tylko arytmetyczną większość głosów w tej izbie, to panowie popełniacie ogromny błąd, który się na tak pojmowanym parlamentaryzmie musi zemścić (...). Jeśli panowie przechodzicie z lekkim sercem nad innymi czynnikami i innymi względami do porządku dziennego i sądzicie, że posiadanie większości głosów w tej izbie daje wam zupełnie wystarczające prawo zmieniania podstawy rządzenia w Polsce, tak jak się one ustaliły po maju 1926, to panowie sami tak pojęty parlamentaryzm narażacie na szwank i przy takim postawieniu sprawy musicie doznać klęski.

 Podczas głosowania nad wotum nieufności oddano 243 głosy za oraz 119 przeciw. 7 grudnia Świtalski zgłosił swą dymisję Mościckiemu, którą prezydent przyjął.

#### Marszałek Sejmu

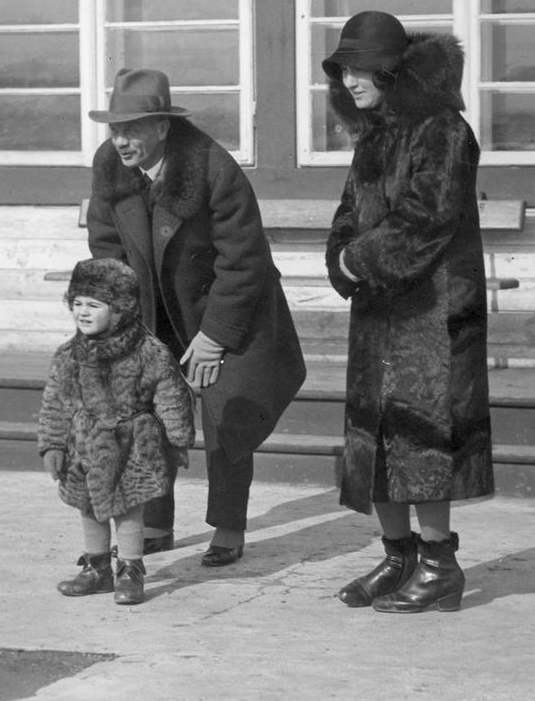
Świtalski z żoną i synem w 1931

Gdy misję utworzenia nowego gabinetu otrzymał ponownie Kazimierz Bartel, zaproponował wejście do rządu Świtalskiemu. Ten jednak odmówił. Skupił się na prowadzeniu kampanii propagandowej na rzecz uchwalenia nowej konstytucji – wygłosił na ten temat kilka odczytów, w których atakował także opozycję. Po rozwiązaniu parlamentu i aresztowaniu części posłów opozycyjnych (zostali osadzeni w twierdzy brzeskiej), Świtalski był osobą odpowiedzialną za przygotowania do wyborów parlamentarnych w 1930, które zakończyły się sukcesem sanacji. Udało mu się uzyskać mandat poselski, a 9 grudnia 1930 został wybrany na stanowisko marszałka Sejmu. Na jego kandydaturę padło 238 głosów posłów z BBWR, a 60 oddano na kandydata Stronnictwa Narodowego Aleksandra Zwierzyńskiego. Na 107 kartkach do głosowania widniał napis „Brześć” – głosy te unieważniono. Świtalski poprosił o przerwę w obradach. Tuż po niej oświadczył, że skoro wybór jego osoby na stanowisko przewodniczącego izby akceptuje prezydent Mościcki, to również i on sam. Posunięcie takie było demonstracją nadrzędności głowy państwa nad Sejmem. Świtalski nie ukrywał, że został marszałkiem z woli Piłsudskiego, aby pilnować porządku. Wkrótce doprowadził do uchwalenia regulaminu prac izby, który znacznie ograniczał jej niezależność .
Wraz z Walerym Sławkiem był jednym z głównych współtwórców założeń konstytucji kwietniowej.

Po śmierci Józefa Piłsudskiego, Walery Sławek i Kazimierz Świtalski uważani byli za osoby będące wykonawcami woli zmarłego marszałka. Jeden z nich przewidywany był przez Piłsudskiego na stanowisko prezydenta po zakończeniu sprawowania tej funkcji przez Ignacego Mościckiego. Ten ostatni nie chciał jednak zrezygnować z prezydentury po śmierci marszałka. We wrześniu 1935 prezydent stwierdził konieczność zmiany na stanowisku premiera, piastowanego dotychczas przez Sławka. Zaproponował objęcie funkcji szefa rządu Świtalskiemu, pod warunkiem jednak, że wejdzie do niego Eugeniusz Kwiatkowski (jako wicepremier ds. gospodarczych). Świtalski jednak odmówił. Jak pisał: 

Nie mogę być Premierem, o którym opinia zupełnie słusznie będzie mówić, że w sprawach gospodarczych nie on decyduje, a jego wicepremier, a w sprawach politycznych nie ma żadnej władzy, ponieważ musi się liczyć z zupełnie odmienną koncepcją Sławka.

 Mościckiemu odmówił także Sławek, co ostatecznie doprowadziło do zmarginalizowania roli tak jego, jak i Świtalskiego wewnątrz obozu piłsudczykowskiego. Jak pisał sam Świtalski: 

Dopóki był Komendant dotąd w najważniejszych kwestiach dość często zwyciężałem. Od kiedy Komendanta zabrakło, ponosiłem praktycznie porażkę za porażką. Będąc lojalnym w stosunku do grupy byłych premierów, którą to grupę stworzył Komendant, obliczając, że może ona być jakimś ośrodkiem myśli, a nawet woli w Polsce, po jego śmierci nie występowałem nigdy publicznie przeciw tym postanowieniom, które uzyskiwały większość głosów w tzw. Zgromadzeniu lokatorów.

Jak pisał jego biograf: 

Świtalski był zdania, że dopóki żył Piłsudski, udawało mu się w wielu sprawach przeforsować własne koncepcje polityczne. Kiedy Marszałka zabrakło, jego rola gwałtownie zmalała i przestał być słuchany przez kolegów. (...) Wydaje się, że Świtalski nie potrafił odnaleźć się w systemie władzy stworzonym w Polsce po zgonie Piłsudskiego. Przez swe koncepcje popadł w niełaskę właściwie wszystkich stron wewnątrzpiłsudczykowskiego konfliktu.

#### Wojewoda krakowski

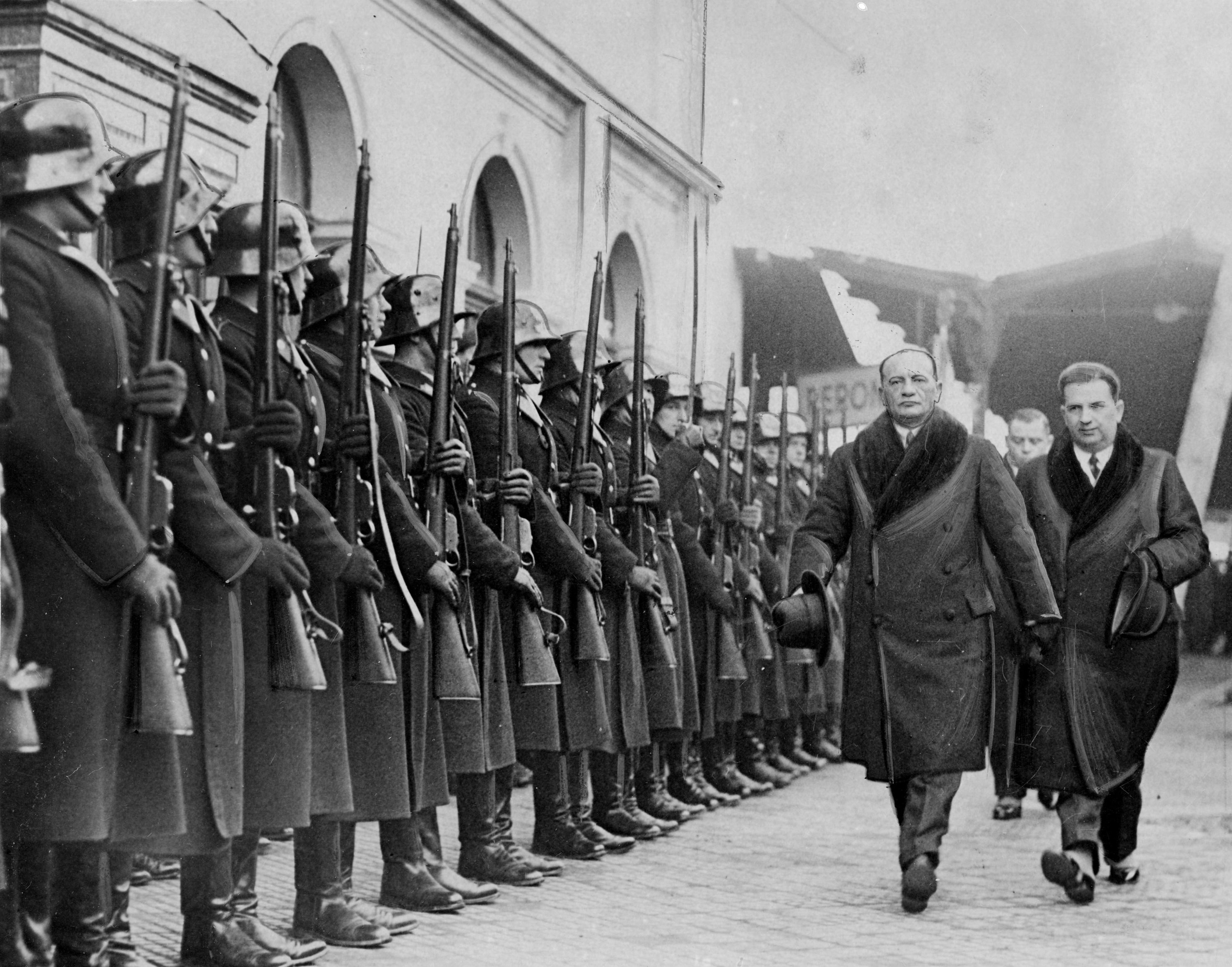
Nowo mianowany wojewoda tuż po przybyciu do Krakowa, grudzień 1935

5 października 1935 został senatorem z nominacji prezydenta Mościckiego i wicemarszałkiem Senatu tego samego dnia. 3 grudnia 1935 Świtalski objął funkcję wojewody krakowskiego. Nominacja ta oznaczała dla niego odsunięcie od spraw bieżącej polityki. Tuż przed nią Świtalski zrzekł się mandatu senatora, a w jego miejsce na stanowisko wicemarszałka senatu został wybrany 12 grudnia 1935 Jerzy Barański.
W marcu i kwietniu 1936 w Krakowie rozpoczęły się wystąpienia społeczne, inspirowane przez komunistów i lewe skrzydło PPS. Część z nich wyraźnie skierowana była przeciwko samemu Świtalskiemu, w czym celował zwłaszcza jeden z przywódców zajść, Bolesław Drobner. Zarzewiem konfliktu był strajk okupacyjny w krakowskich zakładach Semperit. Świtalski prowadził rozmowy z Drobnerem i innymi przywódcami robotników, które odbyły się 21 marca. Wojewoda odniósł wrażenie, że konflikt pomiędzy pracownikami a pracodawcą został załagodzony, wobec czego udał się na narty do Zakopanego na niedzielę 22 marca. Następnego dnia jednak strajk okupacyjny został krwawo stłumiony przez policję, która otworzyła ogień do robotników. Odpowiedzialność za te wydarzenia przypisywano później samemu Świtalskiemu, jednak akcją porządkową kierował starosta grodzki krakowski Władysław Pałosz, a rozkaz oddania strzałów do strajkujących wydał komendant wojewódzki policji państwowej. Nie porozumiał się on w tym celu z wojewodą, który po usłyszeniu salwy, wydał rozkaz natychmiastowego zaprzestania ognia. Za zajścia krakowskie Świtalski poniósł jednak odpowiedzialność polityczną i został odwołany ze stanowiska 20 kwietnia 1936 (po uchwale Rady Ministrów jego zwolnienie przyjął Prezydent RP 20 kwietnia 1936).
Po powrocie do Warszawy poświęcił się działalności w Instytucie Józefa Piłsudskiego, w grudniu 1936 zastępując w zarządzie tej instytucji zmarłego Leona Wasilewskiego. Przygotowywał do wydania m.in. kolejne tomy zbiorów pism Piłsudskiego.

### Niewola niemiecka i więzienie w Polsce Ludowej

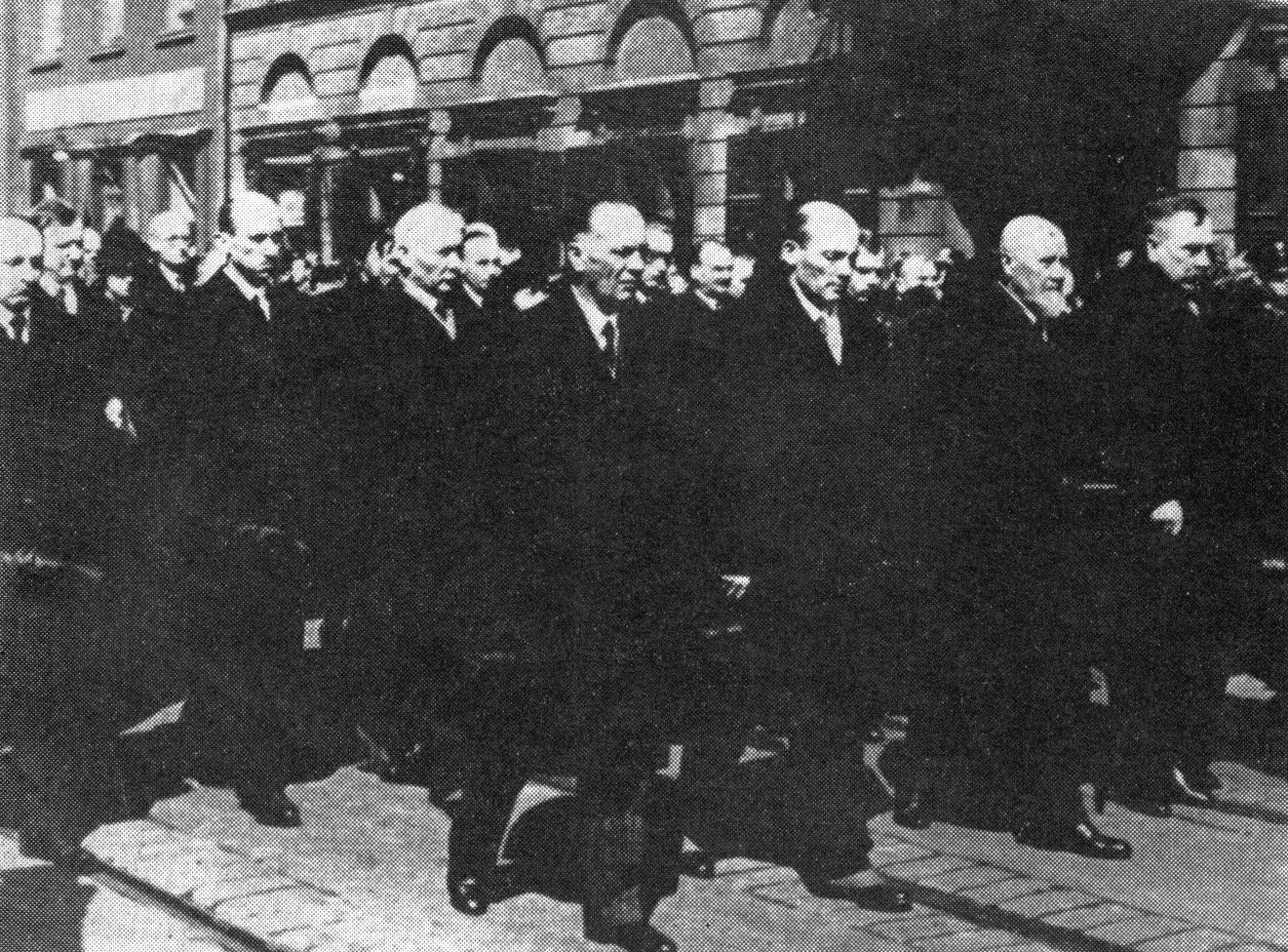
Pogrzeb premiera Walerego Sławka w 1939. W pierwszym rzędzie m.in. Kazimierz Świtalski, Janusz Jędrzejewicz, Aleksander Prystor i Jędrzej Moraczewski

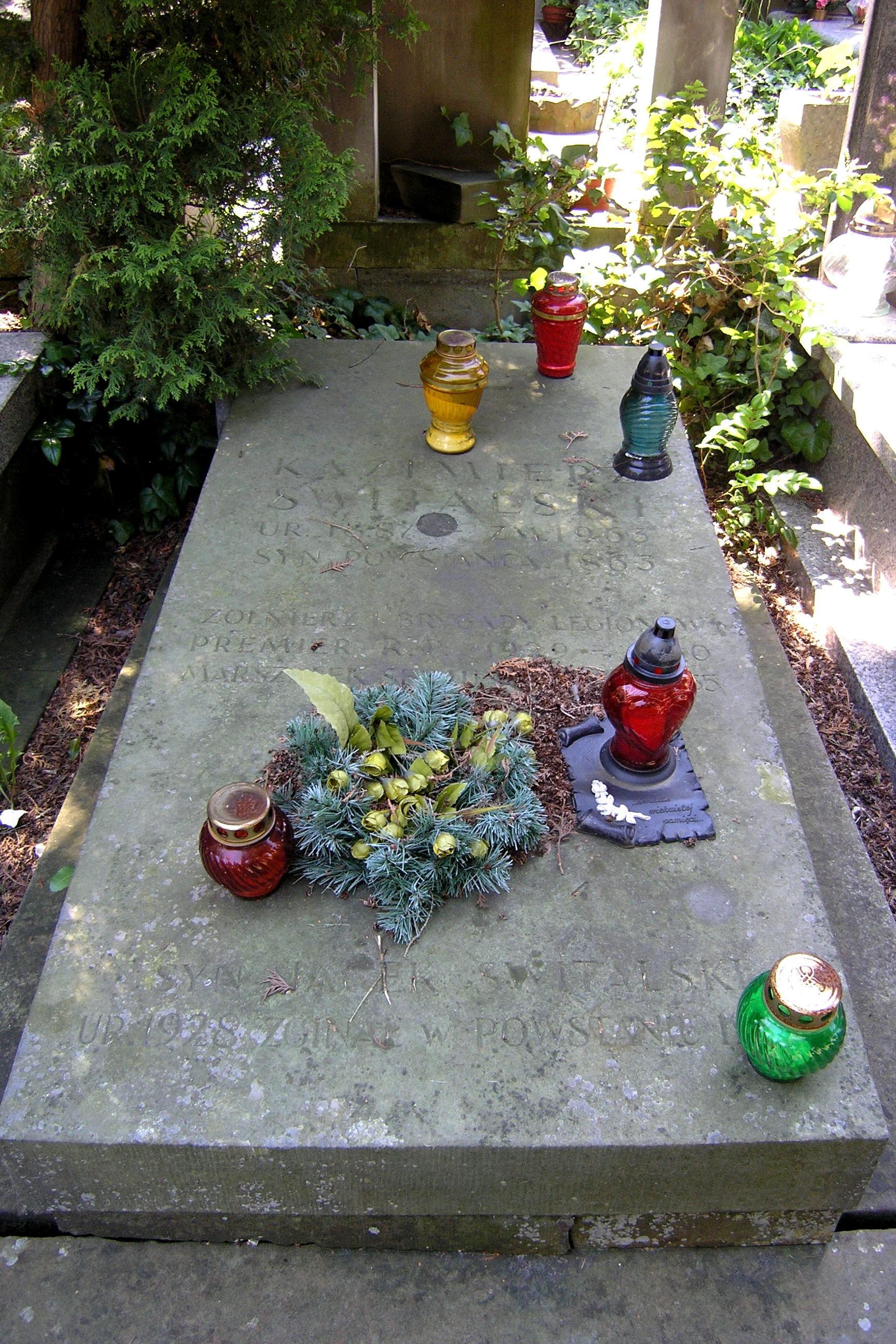
Grób Kazimierza Świtalskiego na Cmentarzu Wojskowym na Powązkach

Tuż po wybuchu II wojny światowej Świtalski zgłosił się na ochotnika do wojska, jednak nie otrzymał przydziału ze względu na wiek (53 lata). Warszawę opuścił 5 września 1939 r., przez pewien czas przebywał na Polesiu. 19 września Niemcy aresztowali go w Brześciu Litewskim. Początkowo miał być przekazany Armii Czerwonej, jednak ostatecznie trafił do niemieckiego obozu jenieckiego Oflagu XVIII A w austriackim Lienz. Później, od 28 maja 1940 r., przebywał w Oflagu II C w Woldenbergu (obecnie Dobiegniew). Podczas pobytu wygłaszał serię wykładów politycznych dla współosadzonych. Gdy Świtalski przebywał w oflagu, zginął jego 16-letni syn, żołnierz Armii Krajowej, Jacek (ps. „Sadowski”). Poległ on w szturmie na Aleję Szucha 1 sierpnia 1944 r., pierwszego dnia powstania warszawskiego. Kazimierz Świtalski pozostał w Woldenbergu do końca 1944, po czym został ewakuowany z innymi osadzonymi w głąb Niemiec 5 stycznia 1945, a następnie oswobodzony przez wojska radzieckie. Nie wykorzystał okazji do wyjazdu na Zachód i powrócił do Polski, zamieszkując w podwarszawskim Zalesiu Dolnym przy ulicy Leśnej.
Żyjąc w komunistycznej Polsce, odnosił się bardzo krytycznie do jej ustroju i ideologii. Utrzymywał kontakt z konspiracją piłsudczykowską w kraju, a także z kręgami emigracyjnymi. Najprawdopodobniej nie wszedł jednak w skład żadnej z organizacji, choć planował utworzenie niepodległościowego Obozu Piłsudczyków (wraz z pozostającymi na emigracji Ignacym Matuszewskim, Henrykiem Floyar-Rajchmanem i Wacławem Jędrzejewiczem), ale ostatecznie nie doszło to do skutku. Środowiska emigracyjne chciały sprowadzić go do USA w październiku 1946 roku i listopadzie 1947 roku, ale nie zgodził się na to sam Świtalski.
Kazimierz Świtalski został zaaresztowany wraz z żoną Janiną przez funkcjonariuszy Urzędu Bezpieczeństwa w nocy z 15 na 16 listopada 1948 r. Osadzono go w więzieniu na warszawskim Mokotowie. Przez prawie sześć lat był więziony bez wyroku. 31 maja 1954 r. został skazany na 8 lat więzienia za faszyzację Polski (w szczegółach: za dławienie mas pracujących i wybory – 8 lat, za podważanie autorytetu sejmu jako premier – 5 lat, za przeprowadzenie konstytucji – 8 lat, za paszkwil – 1 rok. Razem 12 lat. Na mocy amnestii z 22 lutego 1947 – na osiem lat). Wyrok ten został utrzymany przez Sąd Najwyższy 15 października 1954 r. Do maja 1955 odbywał karę w więzieniu na Rakowieckiej, później trafił do Centralnego Więzienia Karnego w Potulicach koło Nakła. 15 października 1955 r. Prokuratura Wojewódzka w Warszawie wyraziła zgodę na przerwę w odbywaniu kary, w związku ze złym stanem zdrowia Świtalskiego (choroba serca) i jego podeszłym wiekiem. W kwietniu następnego roku anulowano mu resztę wyroku.
Po wyjściu na wolność utrzymywał kontakt z piłsudczykowską emigracją w Londynie, m.in. z Aleksandrą Piłsudską, Tadeuszem Schaetzlem i Władysławem Pobóg-Malinowskim. Współpracował z Instytutami Józefa Piłsudskiego w Londynie i Nowym Jorku. W tym czasie ciężko chorował na serce, przeszedł zawał.
W 1962 roku zamieszkał wraz z żoną ponownie w Warszawie. 23 grudnia 1962 r. Świtalski wpadł pod tramwaj w Warszawie, zmarł 5 dni później, nie odzyskawszy przytomności. Pochowano go na Cmentarzu Wojskowym na Powązkach w Warszawie (kwatera BII30-3-16). Żona Świtalskiego w styczniu 1963 roku wniosła o prokuratorskie śledztwo w sprawie śmierci męża. Zostało ono jednak umorzone.

## Ordery i odznaczenia

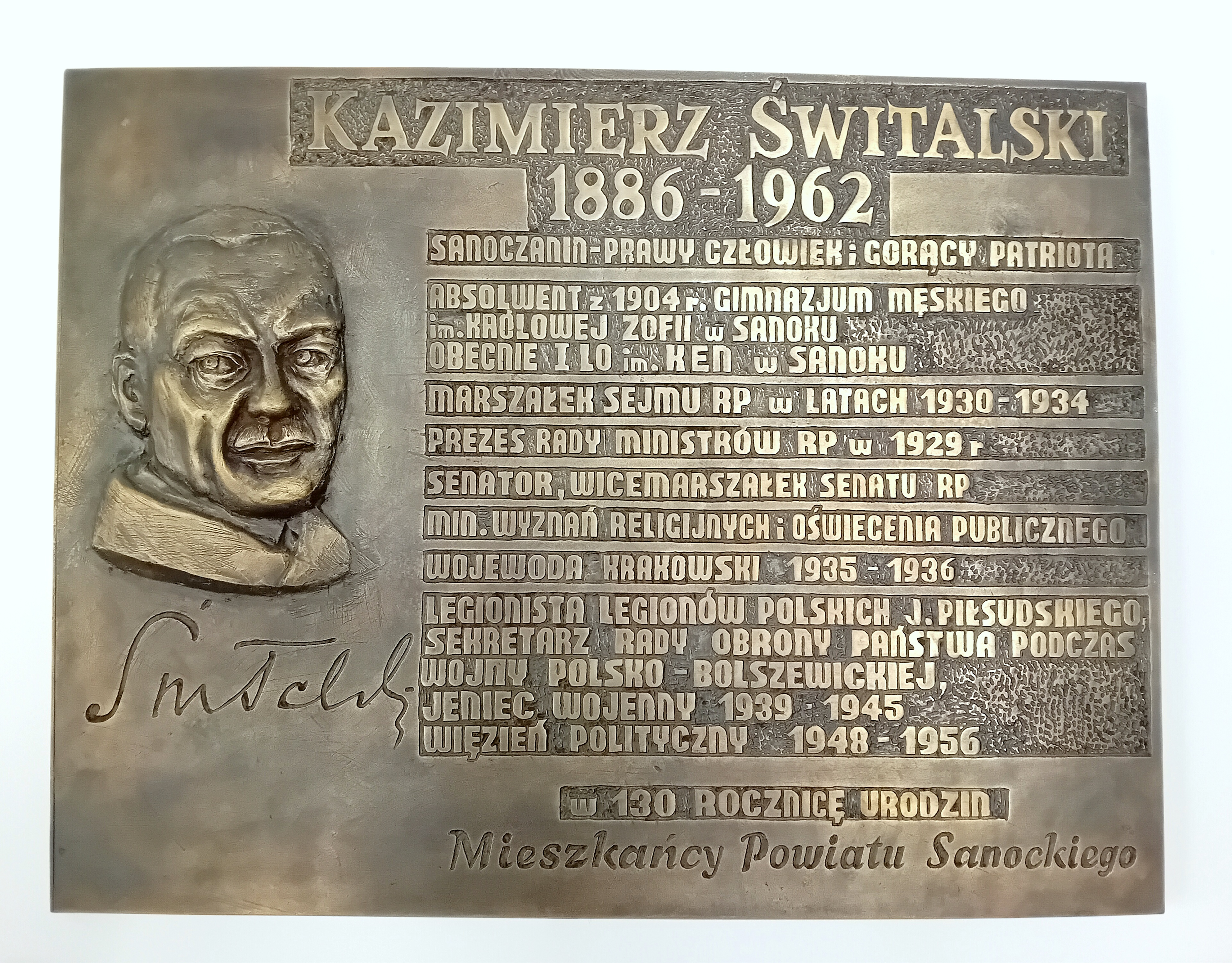
Tablica upamiętniająca Kazimierza Świtalskiego w budynku ILO w Sanoku

- Krzyż Srebrny Orderu Virtuti Militari[75]
- Wielka Wstęga Orderu Odrodzenia Polski[75] (1935)[76]
- Krzyż Oficerski Orderu Odrodzenia Polski[75] (2 maja 1922)[77][78]
- Krzyż Niepodległości[75]
- Medal Pamiątkowy za Wojnę 1918–1921[75]
- Medal Dziesięciolecia Odzyskanej Niepodległości[75]
- Order Krzyża Orła I klasy (Estonia, 1934)[79]

## Upamiętnienie
- W 1992 ukazał się drukiem obszerny pamiętnik Świtalskiego, przygotowany przez Andrzeja Garlickiego i Ryszarda Świętka (Diariusz 1919-1935. Warszawa: „Czytelnik”, 1992. 836 s.).
- 18 kwietnia 2016 w budynku I Liceum Ogólnokształcącego im. Komisji Edukacji Narodowej w Sanoku, kontynuującym tradycje macierzystego Gimnazjum im. Królowej Zofii, została odsłonięta tablica pamiątkowa poświęcona Kazimierzowi Świtalskiemu[80].
- W 2020 r. Poczta Polska wyemitowała w nakładzie 120 tys. sztuk należący do serii „Marszałkowie Sejmu II RP” znaczek pocztowy o nominale 3,30 zł upamiętniający Kazimierza Świtalskiego[81].